# Ambra Sabatini
Ambra Sabatini (Livorno, 19 gennaio 2002) è un'atleta paralimpica italiana.

## Biografia
Nata nel 2002 a Livorno, ma cresciuta e residente a Porto Ercole (Grosseto), pratica attività sportiva sin da piccola, prima nel pattinaggio per due anni, poi nella pallavolo per sei anni per approdare infine nell'atletica leggera come mezzofondista. Il 5 giugno 2019, proprio mentre stava recandosi a un allenamento di atletica a Grosseto, lo scooter su cui viaggiava insieme al padre è stato colpito da un'auto che ha invaso la loro corsia di marcia: in seguito a ciò, ha dovuto subire l'amputazione della gamba sinistra sopra il ginocchio. Dopo la riabilitazione si è subito cimentata nel nuoto e nel ciclismo, in quanto non aveva inizialmente a disposizione una protesi da corsa: quest'ultima, arrivata nel 2020, le ha consentito di tornare a gareggiare nell'atletica, dapprima ai campionati italiani paralimpici con ottimi risultati, fino ad arrivare al Grand Prix di Dubai in cui ha corso i 100 metri piani nella categoria T63 in 14"59, registrando il nuovo record mondiale paralimpico, valido per la qualificazione ai Giochi paralimpici di Tokyo del 2020, svoltisi solo nel 2021 in quanto posticipati a causa della pandemia di COVID-19.
Proprio durante questi ultimi, alla sua prima partecipazione vince la medaglia d'oro oltre a battere il record mondiale — da lei sempre registrato — con un tempo di 14"11, precedendo le connazionali Martina Caironi e Monica Graziana Contrafatto. Il 13 luglio 2023 conquista l'oro ai mondiali di Parigi, registrando il record del mondo (stavolta con 13"98) e precedendo nuovamente le due compagne di squadra.
Nel maggio del 2024, Sabatini è stata scelta, insieme al paraciclista Luca Mazzone, come portabandiera dell’Italia alle Paralimpiadi di Parigi 2024. In Francia disputa da campionessa in carica la finale dei 100 metri piani T63, dove tuttavia una caduta negli ultimi metri di gara le impedisce di salire nuovamente sul podio.

## Record
- 100 metri piani: 
  - 13"98 ( Parigi, 13 luglio 2023)
- 200 metri piani: 
  - 29"87 ( Jesolo, 8 maggio 2022)

## Palmarès
| Anno | Manifestazione       | Sede   | Evento          | Risultato | Prestazione | Note            |
| ---- | -------------------- | ------ | --------------- | --------- | ----------- | --------------- |
| 2021 | Giochi paralimpici   | Tokyo  | 100 m piani T63 | Oro       | 14"11       |                 |
| 2023 | Mondiali paralimpici | Parigi | 100 m piani T63 | Oro       | 13"98       | Record mondiale |
| 2024 | Giochi paralimpici   | Parigi | 100 m piani T63 | Finale    | dnf         |                 |

## Campionati nazionali
2020
- Bronzo ai campionati italiani assoluti paralimpici, 100 m T63 - 16"68
- Argento ai campionati italiani assoluti paralimpici, salto in lungo T63 - 3,83 m

2021
- Oro ai campionati italiani assoluti paralimpici indoor, 60 m T63
- Oro ai campionati italiani assoluti paralimpici, 100 m T63 - 14"87

2022
- Oro ai campionati italiani assoluti paralimpici, 200 m T63 - 29"78

2023
- Argento ai campionati italiani assoluti paralimpici indoor, 60 m T63 - 9"17
- Oro ai campionati italiani assoluti paralimpici, 200 m T63 - 31"23

2024
- Argento ai campionati italiani assoluti paralimpici indoor, 60 m T63 - 9"13

2025
- Oro ai campionati italiani assoluti paralimpici indoor, salto in lungo - 4,64 m

## Altre competizioni internazionali
2021
- Oro al Grand Prix Dubai ( Dubai), 100 m T63 - 14"59

## Riconoscimenti
- Gazzetta Sports Awards: 1

Categoria Atleta paralimpico: 2023